# 流崎裕
流崎 裕（るざき ゆう、1978年6月19日 - ）は、日本の元AV女優。
身長162cm・バスト86cm・ウエスト58cm・ヒップ88cm。青森県弘前市出身。血液型はO型。趣味は映画鑑賞。

## 略歴
- 2002年に「with you…」でAVデビュー。
- 2003年に引退。

## 作品

### アダルトビデオ
- with you…　（2002年4月19日、VIP）
- サーキットレディー　（2002年5月31日、VIP）
- NIGHT CALL　（2002年6月28日、VIP）
- 流崎裕 with you…　（2002年7月12日、VIP）
- IDOL　流崎裕　（2002年9月20日、VIP）
- Body Gorgeous　（2002年9月20日、VIP）
- ONLY YOU　（2002年12月13日、VIP）
- VIP THE BEST 2002　（2002年12月20日、VIP）※総集編
- VIP 流崎裕　（2003年1月24日、VIP）
- M.V.P. Vol.4　（2003年2月28日、VIP）※総集編
- 流崎裕　ゴージャスEカップ　（2003年3月21日、VIP）
- プレミアアイドル 6パック ver.4　（2003年3月28日、VIP）※総集編
- 流崎裕メモリアル　（2003年4月11日、VIP）
- スーパーレースクイーン240　（2004年1月30日、アトラス21）※総集編
- ザ・パーフェクトAV！コスプレアイドル4時間   （2004年8月13日、VIP）※総集編